# Калач-на-Дону

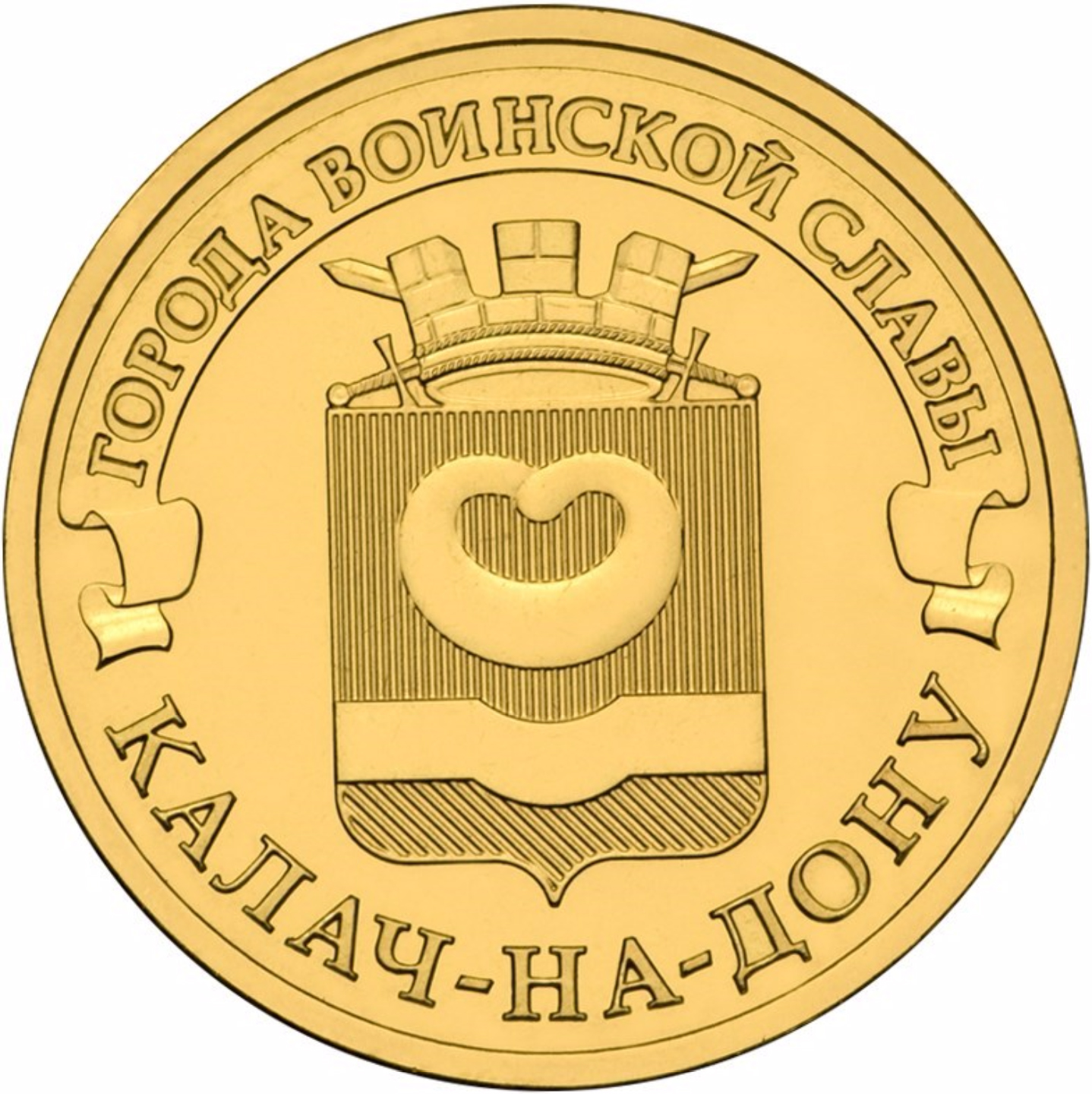
Пам'ятна монета 10 рублів Банку Росія (2015)

Калач-на-Дону — місто в Волгоградській області, розташоване в закруті Дону, неподалік від Цимлянского водосховища за 80 кілометрів західніше Волгограду. Центр Калачевського району.
Населення — 25 133 чол. (2015).

## Історія
У 1708 році був заснований козачий хутір Калач. Хутір увійшов у юрт станиці П'ятиізбенської, яка, своєю чергою, 1802 році увійшла до складу 16 козацьких станиць 2-го Донського округу Області Війська Донського.
У 1862 році від Царицина до Калача була побудована Волго-Донська залізниця — друга в Росії і найстаріша з діючих залізниць на території сучасної Волгоградської області.
Калач відіграв величезну роль в обороні Царицина. У районі відбулося одне з наймасовіших повстань козаків Області Війська Донського проти більшовиків. Калач близько восьми разів переходив із рук у руки.
Калач також відіграв велику роль у Сталінградській битві. 23 листопада 1942 року, у рамках операції «Уран», у Калачевському районі замкнулося кільце навколо 6-ї армії вермахту.
У 1951 році селище Калач перейменоване на Калач-на-Дону й отримало статус міста.
У 1952 році в районі Калача був проведений Волго-Донський канал (тут знаходиться останній шлюз перед з'єднанням каналу з Доном).

## Економіка
У місті розташовані суднобудівний, судноремонтний заводи, річковий порт, завод металоконструкцій, меблева фабрика, м'ясокомбінат і хлібозавод. У місті знаходиться залізнична станція «Донська» — кінцева станція на залізниці від Волгограда до Калача-на-Дону. У листопаді 1976 року відкрито автодорожній міст через р. Дон.
Громадське харчування представлено 6 кафе й десятьма пунктами фаст-фуду.
У Калачевському районі вирощують пшеницю, ячмінь, кукурудзу, жито, гірчицю, овочі, фрукти, а також широко розвинене скотарство, свинарство і вівчарство.